# Stanisław Olas
Stanisław Piotr Olas (ur. 29 czerwca 1937 w Pudłówku, zm. 28 listopada 2012 w Łodzi) – polski polityk, samorządowiec, prawnik, od 2007 do 2011 poseł na Sejm VI kadencji.

## Życiorys
Syn Franciszka i Marty. Ukończył studia na Wydziale Prawa i Administracji Uniwersytetu Warszawskiego, studia bankowe w Stanach Zjednoczonych, studia z zakresu prawa UE w Polskiej Akademii Nauk i studia z zakresu wyceny nieruchomości w Akademii Rolniczo-Technicznej w Olsztynie, a także uzyskał uprawnienia pedagogiczne na Uniwersytecie Łódzkim. Pracował w administracji samorządowej, przedsiębiorstwach państwowych i zagranicznych oraz bankowości. W 1970 został dyrektorem ekonomicznym Przedsiębiorstwa Państwowego Przemysłu Paszowego Bacutil w Łodzi. Był też dyrektorem sprzedaży w przedsiębiorstwie, nauczycielem akademickim (do 1998) i od 1992 do 1998 dyrektorem banku spółdzielczego w Poddębicach.
W 1957 wstąpił do Związku Młodzieży Wiejskiej i Zjednoczonego Stronnictwa Ludowego. W tym samym roku został kierownikiem wydziału prezydium Powiatowej Rady Narodowej w Poddębicach. Był nim do 1964, później do 1967 pełnił funkcję przewodniczącego PRN. W 1970 został członkiem Polskiego Związku Łowieckiego. Działał również w Ochotniczej Straży Pożarnej.
Od 1990 działał w Polskim Stronnictwie Ludowym. Od 1998 do 2007 zasiadał w sejmiku łódzkim. Był członkiem zarządu województwa I kadencji (1999–2002) i II kadencji (2004–2006), przewodniczącym sejmiku II kadencji (2002–2004) i wicemarszałkiem w zarządzie województwa III kadencji (2006–2007). W wyborach parlamentarnych w 2001 bez powodzenia kandydował do Sejmu, a w wyborach w 2005 do Senatu. W wyborach parlamentarnych w 2007 został wybrany na posła na Sejm VI kadencji w okręgu sieradzkim, uzyskując 8314 głosów. W 2011 nie uzyskał reelekcji.
Zmarł 28 listopada 2012 na zawał serca. 2 grudnia został pochowany we Wierzchach.

## Odznaczenia i wyróżnienia
Otrzymał honorowe obywatelstwo powiatu poddębickiego. Przyznano mu również odznakę „Zasłużony dla województwa łódzkiego”. W 2005 otrzymał Krzyż Oficerski Orderu Odrodzenia Polski.